# Hufe
Die Hufe, in Süddeutschland und in der Schweiz Hube bzw. dialektal Hueb, bezeichnet sowohl die Hofstelle, das Eigentumsrecht und die Nutzungsrechte an der Allmende, die einem Mitglied der bäuerlichen Gemeinde zustanden, als auch die von ihm bewirtschaftete Fläche (siehe auch Hubengut).
Daher ist sie auch ein Flächenmaß, regional sehr unterschiedlich groß, entsprechend der örtlichen Bodenschätzung (Bonitierung), also der Ertragsleistung der Böden. Insofern ist sie auch ein Maß für die Wirtschaftsleistung eines landwirtschaftlichen Betriebes. Die Hufe entsprach etwa der Grundgröße, die nötig ist, einer Bauernfamilie ein Auskommen zu gewährleisten. Damit sind die unterschiedlichen lokalen wie zeitlichen Definitionen der Hufe auch eine wichtige historisch-agrarsoziologische Kenngröße.

## Geschichtliche Bedeutung der Hufe
„Das Wort Hufe bezeichnet ein landwirthschaftliches  Gut, welches mit einem Pfluge bestellt werden kann und demnach der Arbeitskraft einer Familie entspricht“ und diese ernährte. Die korrelative Fläche wurde vom Anfang des 9. bis ins 19. Jahrhundert hinein meist auf rund 30 Morgen veranschlagt. Großbauern konnten mit Hilfe von vielen Knechten und mehreren Zugtiergespannen auch 60 oder gar 120 Morgen bewirtschaften. (Siehe auch: Großhufe bzw. Königshufe)
Der Morgen selbst war regional und je nach Bodenbeschaffenheit von unterschiedlicher Größe. Mit der Erfindung des Widerrist-Joches im Hochmittelalter sowie später durch die Verwendung des Kummets wuchs die Pflugleistung der Zugtiere erheblich. Im Süden und Westen Deutschlands war der Morgen, wohl auch aus topographischen Gründen, im Allgemeinen etwas kleiner. Er lag hier zumeist nur zwischen 20 und 40 Ar. In der norddeutschen Ebene und den Gebieten mit sandigen Böden des Nordens und des Ostens konnte der Morgen auch zwischen 50 und bis über 75 Ar betragen. Die hörigen und leibeigenen Bauern waren nicht Eigentümer der Ackerflächen, die sie bewirtschafteten, weshalb die der Hufe entsprechende Fläche mancherorts auch als Lahn, also als Lehen, bezeichnet wurde.

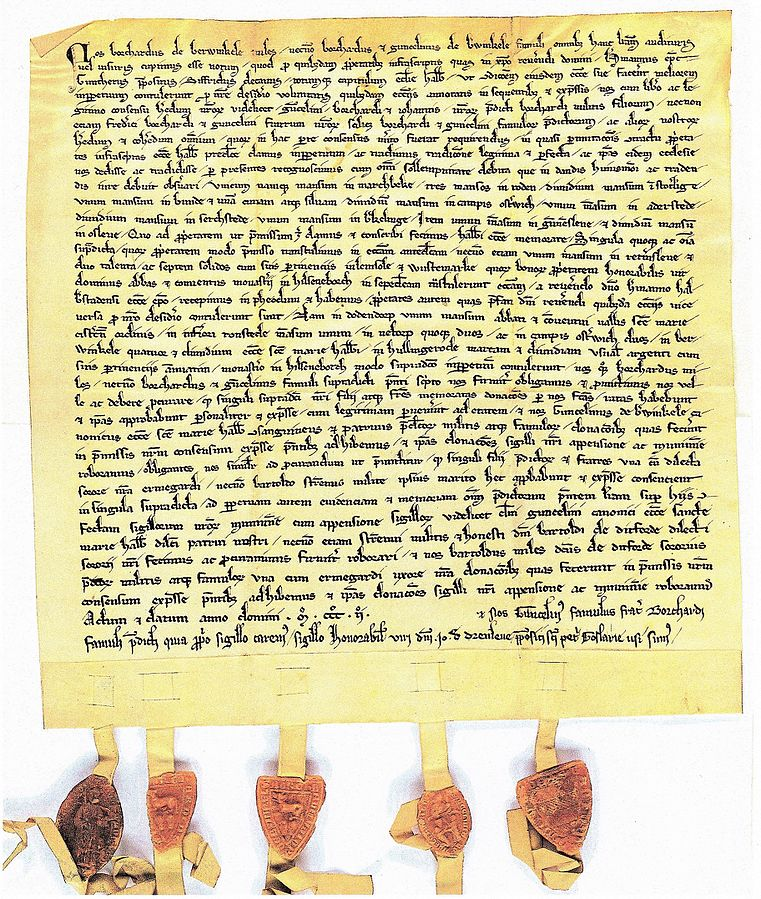
Lehnsurkunde mit Hufe-Angaben. 1302 erhielten die Berwinkel mehrere Halberstädter Stifts-Lehen, u. a. je eine Hufe in Marbeck und Bühne, je eine halbe in Stötterlingen und Ausleben, drei Hufe in Rhoden. Zudem übereignete das Stift u. a. dem Kloster Mariental eine Hufe in Dodendorf, dem Stift Unser Lieben Frauen eine Hufe in Nieder-Runstedt, zwei in Nettorf, zwei in Osterwieck und Hufen in Berwinkel.

Im Heiligen Römischen Reich spielte der Begriff der Hufe insbesondere auch in der deutschen Ostsiedlung eine wichtige Rolle. Die Hufe entsprach im Zuge dieser Kolonisierung weitgehend unbewohnter Gebiete einer Standardfläche, die den neu ankommenden Bauern als Lehen oder als zu erwerbender Besitz (als Hufenland) angeboten wurde. Hufen wurden vom Landesherren nicht nur Bauern verliehen, sondern auch Lokatoren, Schulzen (Schulzenhufe) und ritterlichen Grundbesitzern (Ritterhufe), und daneben auch zum Unterhalt von Kirche und Pfarrer bestimmt (Kirchen- bzw. Pfarrhufe). Pro Hufe waren bestimmte Abgaben festgelegt (Bede, Pacht, Zins), die in Urbaren wie z. B. dem Landbuch Karls IV. verzeichnet waren. Die Kirchenhufen waren in der Regel durch Herrschende oder wohlhabende Privatpersonen gestiftetes Land, das einer Zweckbindung unterlag. Es diente dazu, Kirchen zu bauen und zu unterhalten und wird im 21. Jahrhundert auch zur Gemeindearbeit eingesetzt. Die Pfarrhufen dienten dazu, den Lebensunterhalt des Priesters (bzw. nach der Reformation des Pastors) zu finanzieren. Ursprünglich bewirtschaftete der Priester dabei das Land selbst. Standen ihm viele Pfarrhufen zur Verfügung, konnte er auch einen Pfarrpächter einsetzen und von den Pachteinnahmen leben. In den meisten Landeskirchen wurde nach dem Ersten Weltkrieg das Pfarrland verpachtet. Die Erlöse gingen in einen Pfarrbesoldungsfonds, aus dem wiederum die Geistlichen bezahlt wurden.
Kleinere Bauerngutsgrößen waren die Dreiviertel-, Halbhufe oder ähnlich (der entsprechende Teil einer regionalen Hufe). Dabei handelte es sich bei den Angesiedelten nicht um Vollbauern mit allen Rechten der Altgemeinde, sondern um Kleinbauern. Damit unterschieden sich diese von den Häuslern (Handwerkern), deren Grundbesitz sich auf das Land beschränkte, auf dem ihr Haus und ein zugehöriger Nutzgarten lagen.
Auch im Westen hatten solche neuen Dorfgründungen in der so genannten Binnenkolonisierung stattgefunden, zum Beispiel bei Verkleinerungen von Meierhöfen, insbesondere aber nach Neurodungen herrschaftlicher Wälder. Siehe dazu auch: Waldhufendörfer.
Die neu entstandenen Höfe wurden anfangs einheitlich nach der ursprünglichen, standardisierten Hufengröße besteuert. Im Osten, wo die Neusiedelung länger andauerte, war dies noch sehr lange die gängige Regel. Im Süden, Westen und Norden aber, wo die Urbarmachung landwirtschaftlicher Flächen sehr viel früher so gut wie abgeschlossen war, wurden zur Besteuerung dann fast ausnahmslos die kleineren Einheiten Morgen, Joch oder Acker herangezogen, da die tatsächlichen Hofgrößen selbst dort, wo sie ursprünglich gleich waren, sich durch Zukäufe, Erbteilungen und Zusammenlegungen erheblich verändert hatten. Genau deshalb blieb die Hufe als ein legales Flächenmaß bis ins 19. Jahrhundert hier nur selten erhalten. Der Begriff der Hufe bzw. Hube bezeichnete dann nur noch einen Vollerwerbsbetrieb unterschiedlicher Fläche.
Lateinisch entspricht dem Begriff der Hufe das lateinische Wort mansus sowie ab dem 12. Jahrhundert auch das latinisierte deutsche Wort Huba, wobei mansus eher das oder die Gebäude (vgl. Manoir, Manor) bezeichnet, Huba eher die Fläche. Die Wörter Hube und Hufe sind von Althochdeutsch hoba, huoba, huopa über Mittelhochdeutsch huobe abgeleitet, ebenso Hof.  Regional sagt man statt Hube auch Hueb oder Huebm. In vielen deutschen Familiennamen wirkt der Begriff der Hufe bzw. Hube bis heute fort, etwa Hufner (Hüfner), Huemer; Huber, Hüber, Hübner, Hübener, Hubbauer und viele andere mehr, in Bezug auf Ansiedlung auch Neuhuber und ähnliches.
In anderen europäischen Ländern gab es der Hufe entsprechende Einheiten. Die älteste englische Flächeneinheit ist der Oxgang, die englische Kleinhufe. Dieses metrologische Referenzfeld stand bei der Definition der englischen Flächen- und Längenmaße bezüglich der Werte des römischen Maßsystems Pate. Das Wort Oxgang selbst ist dänisch-normannischen Ursprungs. Es taucht in England bald nach 1066 auf und bezeichnet ein saisonales Joch. Es entspricht also derjenigen Ackerfläche, die ein einziges Ochsengespann im Frühjahr beim Pflügen bewältigen kann. Im osteuropäischen, slawischen Raum steht zumeist der Begriff Lahn (zu Lehen), zum Beispiel tschechisch Lán, polnisch Łan, ukrainisch Лан, synonym für die Fläche des Hufenmaßes, da ihre Besitzer nicht über den Status des Freibauern verfügten.

## Fränkische Hufe

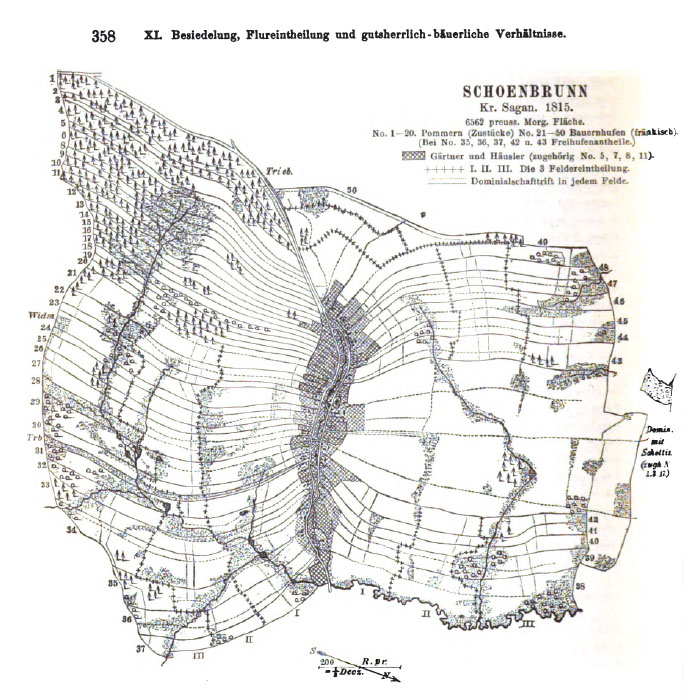
Das typische Hufendorf Schönbrunn im schlesischen Herzogtum Sagan. Heute heißt diese Gemeinde Jabłonów und liegt in der Woiwodschaft Lebus.

Die fränkische Hufe war eine festgelegte Agrarfläche, die seit dem neunten Jahrhundert im Fränkischen Reich sowie später im Heiligen Römischen Reich bei Dorfneugründungen den Neubauern als Standardfläche zugewiesen wurde. Dabei erachtete man es als vorteilhaft, die Hufen als sehr lange und relativ schmale Flächen (Streifenfluren) auszugestalten. Die neu gegründeten Dörfer sind so genannte Reihendörfer, in denen rechts und links einer zentralen Achse, z. B. einer Straße oder eines Fließgewässers, die jeweiligen Hofgebäude im Abstand von ca. 50–100 Meter beieinander stehen. Dahinter besaß jede Bauernfamilie ihre bis zu fast zweieinhalb Kilometer lange, aber nicht sehr breite Agrarfläche, bestehend aus Gemüse- und Obstgärten, Wiesen, Feldern und schließlich auch Wald. Siehe als Beispiel die Karte rechts des Hufendorfes Schönbrunn. Sollte die Fläche der zugewiesenen Streifen aus topografischen Gründen etwas kleiner gewesen sein als die volle Hufe, so wurde das in sogenannten Ausgleichsfeldern kompensiert. Diese lagen aber gegebenenfalls etwas weiter entfernt von der zusammenhängenden Gehöftsfläche gleich hinter dem Haus.
Die fränkische Königshufe beinhaltete zunächst 120 fränkische Acker. Der alte fränkische Acker ist ein Feld von 360 × 120 fränkischen Fuß, gleich 12 × 4 fränkischen Königsruten. Die fränkische Königsrute misst 30 Fuß. Der fränkische Fuß ist der gleiche, der in der Stadt Nürnberg bis ins 19. Jahrhundert hinein verwendet wurde und zirka 303 7⁄8 Millimeter misst. Diese erste, ursprüngliche Königsrute maß also knapp 9,12 Meter. Die Metrologen der ersten fränkischen Könige und Kaiser hatten dieses Maß aber natürlich nicht „frei erfunden“, sondern es stand, wie immer in der alten Metrologie, in Verbindung mit anderen bekannten, noch älteren Maßen. Der fränkische Fuß ist nicht zu verwechseln mit dem sogenannten karolingischen Fuß. Letzterer wurde anfangs vor allem in den Rheinlanden praktiziert, weshalb er gemeinhin auch oft einfach nur als Rheinischer Fuß bezeichnet wird. Ersterer, der fränkische Fuß, hingegen ist über den agilolfingisch-bayrischen Fuß von dem seit der Römerzeit bis ins 19. Jahrhundert in der ehemaligen römischen Provinzhauptstadt Augsburg bewahrten römischen Fuß hergeleitet.
Die fränkischen Hufen wurden nach der fränkischen Rute zunächst folgendermaßen definiert:
| Fränkische Hufen                                                                      | Definition | Rute2 | Quadratrute __________ Quadratfuß | Ratio | Hektar |
| Fränkische Königshufe                                                                 | 120 Acker  | 5760  | idem                              | 4     | 47,873 |
| Fränkische Großhufe                                                                   | 060 Acker  | 2880  | idem                              | 2     | 23,936 |
| Fränkische Landhufe                                                                   | 030 Acker  | 1440  | 900 (= 30 × 30)                   | 1     | 11,968 |
| Fränkische Kleinhufe                                                                  | 015 Acker  | 0720  | idem                              | ½     | 05,984 |
| Das fränkische Ackermaß ist ein Feld von 360 × 120 Nürnberger Fuß, gleich 39,8734 Ar. |            |       |                                   |       |        |

Tatsächlich wurden aber im Laufe der Zeit drei Königsruten verschiedener Länge zur Vermessung der fränkischen Königshufe verwendet, wobei deren Gesamtfläche aber stets gleich blieb.
- Die fränkische Königsrute ist sehr alt und misst etwa 9,12 Meter. Ihre Länge beträgt 30 fränkische Fuß. Im Zusammenhang mit der Königshufe wurde sie bald von den beiden folgenden Königsruten abgelöst. Die fränkische 15-Fuß-Rute aber blieb bis in die Neuzeit hinein gebräuchlich.
- Die sächsische Königsrute wurde schon sehr früh von den sächsischen Liudolfingern zur Vermessung der fränkischen Königshufe verwendet. Sie ist ebenfalls eine 30-Fuß-Rute und misst knapp 8,60 Meter. Sie misst gleich zwei sächsische Feldmesserruten,[7] wie sie in Sachsen bis ins neunzehnte Jahrhundert hinein verwendet wurde. Seit der Zeit der sächsischen Ottonen sollten die Dimensionen der fränkischen Königshufe nunmehr eine Länge von 270 und eine Breite von 24 Königsruten besitzen.[8] Dies aber war mit der alten Definition zu 5760 Quadratruten nicht zu erreichen. Die Maßrute musste also modifiziert werden. Die Gesamtfläche sollte aber die gleiche bleiben. Das wurde dadurch erreicht, indem der ursprüngliche fränkische Fuß zu etwa 303 7⁄8 mm, mit dem Faktor (2√2 / 3 ≈) 0,94281 multipliziert wurde. Der neugewonnene sächsische Königsfuß der Vermesserrute misst daher etwa 286 1⁄2 mm. Dieser ottonische Sachsenfuß verbreitete sich im ganzen Reich; so beispielsweise nach Hamburg[9] oder nach auch Stuttgart[10] und blieb dort jeweils offiziell bis zur Annahme des metrischen Systems im 19. Jahrhundert. 30 alte sächsische Fuß misst die sächsische Königsrute. 15 alte sächsische Fuß misst die sächsische Feldmesserrute.
- Die salische Königsrute ist schon seit Anfang des 12. Jahrhunderts attestiert. Sie misst als 30-Fuß-Rute knapp 9,42 Meter, als 15-Fuß-Rute also knapp 4,71 Meter. Durch eine alte Handschrift von 1106, also noch unter den letzten Saliern, ist belegt, dass seit dieser Zeit, eine noch längere und noch schmalere Königshufe bevorzugt wurde. Sie sollte nun 720 Königsruten lang und derer nunmehr 30 breit sein.[11] Jedoch legten auch die salischen Könige, wie zuvor die sächsischen, Wert darauf, die ursprüngliche Gesamtfläche der Königshufe nicht zu modifizieren. Um dieses zu bewerkstelligen, musste der neue salische Fuß mit dem alten fränkischen, also dem Nürnberger Fuß, in der Ratio 12 : (3√15) stehen. Der dreißigste Teil dieser Königsrute, bzw. der fünfzehnte Teil der königlichen Halb-Rute, ist der salische Fuß. Der salische Fuß ist identisch mit dem preußischen Fuß. Noch im 18. und 19. Jahrhundert galt dieser offiziell in Preußen.[12] Der preußische Fuß ist also ostfränkischen Ursprungs. Entgegen vielen Behauptungen, vor allem seitens preußischer Metrologen, ist der preußische Fuß aber nicht identisch mit dem alten rheinischen Fuß. Letzterer ist mit westfränkischen Maßen verwandt und geringfügig kürzer als der erstere.

Wichtige Anmerkung: In den mittelalterlichen Handschriften, sowie auch in den verschiedenen metrologischen Veröffentlichungen der Neuzeit, ist die Definition der Königsrute in Fuß uneinheitlich. Meist wird sie als Doppelrute zu 30 Fuß angegeben, zuweilen aber auch nur als 15 Fuß messende (Drei-Doppelschritt-)Rute definiert. Dieser Artikel hier trägt jener begrifflichen Zweideutigkeit insofern Rechnung, indem er die Königsrute im Folgenden regelmäßig als 30-Fuß-Rute annimmt, wohl wissend, dass diese „königlichen Doppelruten-Ruten“ tatsächlich wohl nur auf dem Papier standen. Die Ruten sind ja eben nicht nur ein theoretisches Maß, sondern vor allem auch ein sehr konkretes Messgerät der Landvermesser im Feld. In Praxis aber konnten letztere mit so unhandlichen, bis über neun Meter langen, theoretischen Königsruten gar nicht oder nur sehr beschwerlich arbeiten, weshalb sie in solchen Fällen dann regelmäßig auf die entsprechende Halb-Rute zurückgriffen. Beim Quellenstudium muss diese Mehrdeutigkeit unbedingt beachtet werden.
Übersicht der drei verschiedenen Königsruten, in denen die fränkischen Hufen sukzessive vermessen wurden:
| Königsrute            |   | N × Fuß in Pariser Linien |   | Ruten in Meter | Ruten² (K.-hufe) |   | Fläche (Königshufe) | exakte Rutenratio                                          | glatte Rutenratio   | „glatter Fehler“ |
| Fränkische Königsrute | = | 30 × 134,67784            | = | 9,11662 m      | 5760             | = | 47,87295 ha         | {\displaystyle 1\colon 1}                                  | 1 : 1               | 0,0000 %         |
| Sächsische Königsrute | = | 30 × 126,98196            | = | 8,59523 m      | 6480             | = | 47,87295 ha         | {\displaystyle 1\colon {\dfrac {2\cdot {\sqrt {2}}}{3}}}   | 33 : 35             | - 0,0051 %       |
| Salische Königsrute   | = | 30 × 139,13000            | = | 9,41560 m      | 5400             | = | 47,87295 ha         | {\displaystyle 1\colon {\dfrac {12\cdot {\sqrt {3}}}{15}}} | 114 : (34 × 52 × 7) | - 0,0077 %       |

Das in der salischen Königsrute enthaltene Fußmaß ist gleich dem preußischen Fuß, wie es bereits Walter Heinich in seinen Forschungsarbeiten zur Königshufe richtig vermerkte. Der Nürnberger Fuß aber hat keine offizielle, gesetzliche Umrechnung. Die Dresdner Feldmesserrute wurde, neuzeitlich, als genau 182 neue sächsische Zoll messend definiert, wobei es notwendigerweise (182 beinhaltet die Primzahl 91) zu Rundungen kam. In den beiden obigen Tabellen wurde deshalb der fränkische bzw. der sächsische Wert der betreffenden Königsrute, ausgehend vom legalen Wert des preußischen Fußes, gleich 139,13 Pariser Linien, gemäß der exakten, die Fläche genau bewahrenden Ratio, zurückgerechnet. Der fränkische Fuß misst also 139,13 × (2√2 / 3) ≈ 134,67784 Pariser Linien, der sächsische Königsfuß somit 139,13 × (12 / (3√15)) ≈ 126,98196 Pariser Linien.
Bereits der Nürnberger Astronom Johann Philipp von Wurzelbauer und der französische Metrologe Johann Caspar Eisenschmidt (1737) gaben beide den fränkischen Fuß mit 134,675 Pariser Linien an, also nur ca. 0,002 % darunter. Im Jahr 1808 übernahm Georg Kaspar Chelius in seinem metrologischen Handbuch diesen Wert, wohl gerundet zu 134,7 Pariser Linien. Im Jahr 1830 erhöhte Chelius seinen Wert auf 134,75 P.L., ohne Angabe von Gründen. Aber selbst der letztere Wert liegt nur ca. 0,0536 % über dem, von der salisch-preußischen Königsrute ausgehend, exakt zurückgerechneten Wert des fränkischen Fußes.
Der Liudolfinger Fuß, also der sächsische Königsfuß der Ottonen, ist in Hamburg mit 127,036 P.L., sowie in Stuttgart mit 127,0 P.L. sehr gut erhalten. Lediglich im Königreich Sachsen selbst, erscheint der sächsische Königsfuß um etwa 0,0395 % gekürzt. Dies ist bei der neuzeitlichen Festlegung der alten sächsischen Feldmesserrute auf genau 182 neue sächsische Zoll nicht weiter verwunderlich. Nach dem obigen Wert, läge die alte sächsische Feldmesserrute bei etwa 182,1088 gesetzlichen sächsischen Zoll. Man beachte weiterhin, dass der eigentliche Dresdner Fuß in Kursachsen, mit recht genau 283 1⁄3 mm, etwa 0,05 % länger war, als das spätere gesetzliche Maß, festgelegt bei der Umstellung des Königreichs Sachsen auf metrische Maße, zu genau 283,19 mm bzw. 125,537 Pariser Linien. Die sächsische Feldmesserrute zu 182 kursächsischen Dresdner Zoll ergibt eine sächsische Feldmesserrute zu 15 × 126,9961 P.L., also nur 0,011 % über dem in der obigen Tabelle angegebenen Wert.
Diese Abweichungen liegen jedoch allesamt im grünen Bereich, der bei den alten Längenmaßen mit ca. ± 0,05 % angesetzt werden kann. Erst zwischen ca. ± 0,05 % und ± 0,10 % befindet man sich in einem gelben Bereich, der dann schon etwas bedenklichen Abweichungen.
Die Fußwerte dieser Königsruten, in sieben- bzw. elfglatten Werten ausgedrückt:
Das römische Fußmaß ist bekanntlich von der Nippurelle abgeleitet: 518,616 × (16 ÷ 28) = 296,352 Millimeter.
Vom römischen Fuß gelangt man über den bayrischen Fuß: 296,352 × (18 ÷ 16) × (14 ÷ 16) = 291,7215 mm

zum fränkischen Fuß: 291,7215 × (20 ÷ 16) × (10 ÷ 12) × (10 ÷ 12) = 303,8765625 mm (ca. 134,707 Pariser Linien)

und dann zum alten sächsischen Fuß: 303,8765625 × (33 ÷ 35) =  286,5121875 mm (ca. 127,009 Pariser Linien).
Der salische Fuß steht glatt: 113 : (35 × 5), also 1331 : 1215, zum sächsischen Königsfuß. Der elfglatte Wert des ersteren lautet somit 313,8664375 mm und liegt daher mit ca. 139,13574 Pariser Linien, nur unwesentlich (0,0041 %) über den festgelegten 139,13000 P.L. des preußischen Fußes.
Verbreitet waren also die fränkischen Königshufen
- entweder zu: 270 × 12 sächsischen Königsruten
- oder auch zu: 360 × 15 salischen Königsruten.
  - Die fränkische Großhufe betrug davon die Hälfte.
  - Die fränkische Landhufe maß ein Viertel der Königshufe.
  - Die fränkische Kleinhufe betrug von der letzteren erneut die Hälfte.

## Spätere Hufenmaße
Im gesamten Hochmittelalter hielt man an den althergebrachten, fränkischen Maßen der Hufe fest. Im Spätmittelalter hingegen und hier zuerst besonders im baltischen Raum kamen dann auch andere Hufenmaße auf. Nachdem die Binnenkolonisierung innerhalb des Reiches zu guten Teilen abgeschlossen war, begann die Ostsiedlung des Deutschen Ordens. Der Deutschordensstaat aber lag außerhalb der Grenzen des HRR und man fühlte sich dort somit nicht mehr an die alten fränkischen Hufenmaße gebunden. Es entstanden regionale Hufenmaße zu zumeist 30 regionalen Morgen. Diese Entwicklung schrieb sich später auch innerhalb des Reiches fort, sodass es auch hier zu von der fränkischen Hufe abweichenden, regionalen Landesmaßen kam.

### Hufenmaße außer- und innerhalb des Heiligen Römischen Reiches
| Land oder Stadt   | Definition | Def.-Einheit __________ Quadratrute | Quadratrute __________ Quadratfuß | Hektar  | Ref.   |
| Fulda             | 30 Morgen  | 160                                 | 144                               | 05,5311 | [ 16 ] |
| Frankfurt a. M.   | 30 Morgen  | 160                                 | 100                               | 06,0752 | [ 17 ] |
| Preußen           | 30 Morgen  | 180                                 | 144                               | 07,6597 | [ 18 ] |
| Mecklenburg       | 25 Morgen  | 240                                 | 256                               | 13,0070 | [ 19 ] |
| Oletzko           | 30 Morgen  | 300                                 | 196                               | 15,6484 | [ 20 ] |
| Danzig            | 30 Morgen  | 300                                 | 225                               | 16,6664 | [ 20 ] |
| Kulm (alt)        | 30 Morgen  | 300                                 | 225                               | 16,7962 | [ 20 ] |
| Brandenburg (alt) | 30 Morgen  | 400                                 | 144                               | 17,0215 | [ 21 ] |
| Kulm (neu)        | 30 Morgen  | 300                                 | 225                               | 17,3389 | [ 20 ] |
| Soldin            | 30 Morgen  | 300                                 | 225                               | 17,5836 | [ 20 ] |
| Polen (alt)       | 30 Morgen  | 300                                 | 225                               | 17,9550 | [ 20 ] |
| Pommern           | 30 Morgen  | 300                                 | 256                               | 19,6526 | [ 20 ] |
| Sachsen           | 36 Acker   | 300                                 | 225                               | 19,9223 | [ 13 ] |
| Küstrin           | 30 Morgen  | 300                                 | 225                               | 20,6175 | [ 20 ] |
| Litauen           | 30 Morgen  | 300                                 | 225                               | 21,3679 | [ 20 ] |
| Neumark           | 30 Morgen  | 300                                 | 225                               | 22,6953 | [ 20 ] |

Die sächsische Hufe beträgt, laut Walter Heinich, 36 sächsische Acker.

Sie steht genau 10 : 24 zur fränkischen Königshufe. Auch die sächsische Hufe war wohl in Vielfache und Untervielfache gegliedert.

### Hufenvielfache am Beispiel Pommerns
Wie schon die fränkischen, so waren auch die späteren Hufenmaße als Vielfache gegliedert.
| Hufen in Pommern                                                                                            | Definition | Rute2  | Quadratrute __________ Quadratfuß | Ratio | Hektar  |
| Häger- oder flämische Hufe                                                                                  | 60 Morgen  | 18.000 | idem                              | 2     | 39,3052 |
| Tripel-Hufe                                                                                                 | 45 Morgen  | 13.500 | idem                              | 01 ⁄2 | 29,4789 |
| Pommersche Land-Hufe                                                                                        | 30 Morgen  | 09000  | 16 × 16 = 256                     | 1     | 19,6526 |
| Priester-Hufe                                                                                               | 20 Morgen  | 06000  | idem                              | 2⁄3   | 13,1017 |
| Hacken- oder wendische Hufe                                                                                 | 15 Morgen  | 04500  | idem                              | 1⁄3   | 09,8263 |
| Quelle: Vergleichungen der […] Maaße und Gewichte, Johann Albert Eytelwein, 2. Auflage, Berlin 1810. Online |            |        |                                   |       |         |

Der Begriff der „flämische Hufe“ muss hierbei nur als Größenordnungsangabe verstanden werden.

(Ähnlich wie zum Beispiel die „Brabanter Elle“ gut ein halbes Dutzend lokal angepasste, absolute Längenwerte besaß.)

### Regionale Unterschiede im Gebrauch der Hufe

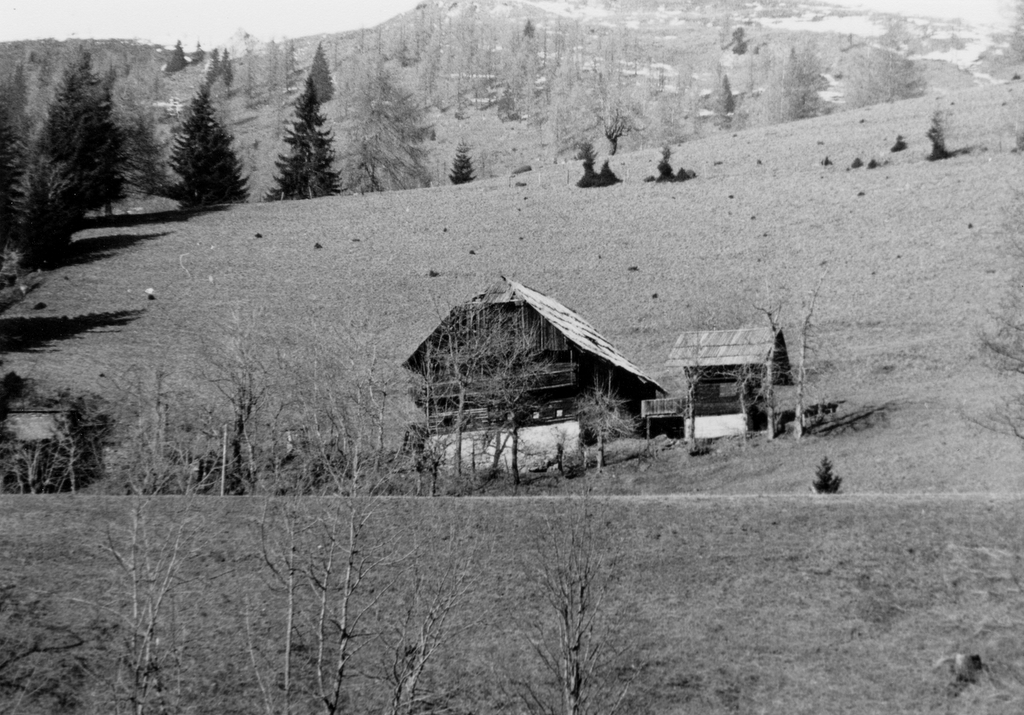
Die Leiter-Hube (erstmals um 1470 erwähnt) in den Kärntner Nockbergen in St. Oswald bei Bad Kleinkirchheim

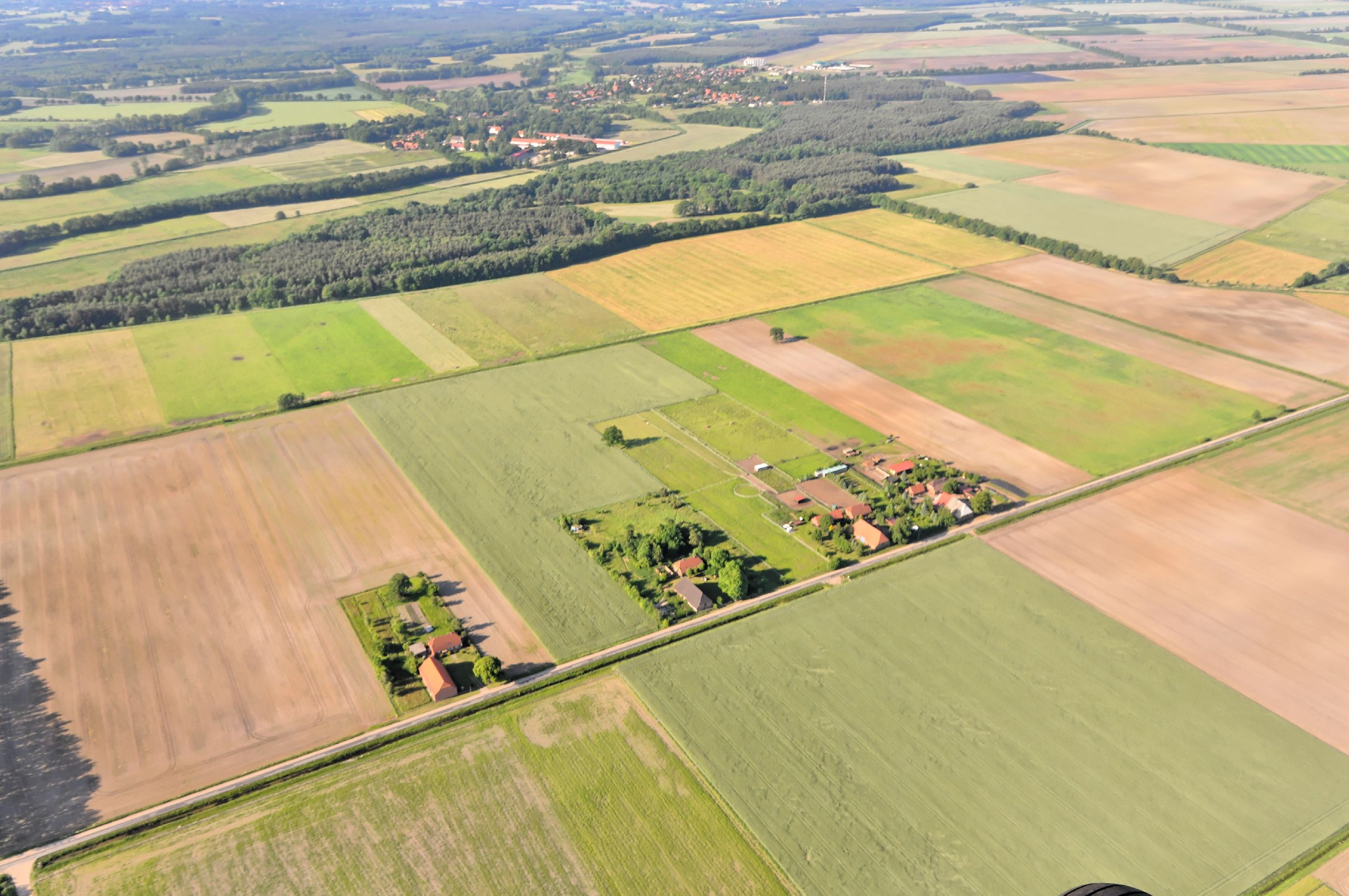
Noch erhaltene Struktur von Straßenhufen. Streifen von Ackerland mit darauf befindlichem Gehöft an einem befestigten Weg. Wohnplatz Hufe West in der Gemeinde Belsch in Westmecklenburg, 2013

- In Norddeutschland bezeichnete die Hufe dann auch eine Vollbauernstelle an sich. Der Bauer auf einer solchen Stelle war als Hufner vollberechtigtes Mitglied der Dorfgemeinschaft und konnte im Rahmen des im Dorf geltenden Rechts eigenverantwortlich wirtschaften und sich an der bäuerlichen Selbstverwaltung beteiligen. In vielen Gegenden erhielt sich die Hufenverfassung der Dörfer bis in das 18. Jahrhundert und wurde erst mit der Verkoppelung aufgehoben. Eine Sonderform der Dorfgründung mit Hufen stellt das Marschhufendorf dar, das häufig auch an neu gebauten Deichen angesiedelt wurde.
- In Süddeutschland und Österreich bedeutete die Hube in der Neuzeit dann eher ein größeres Gehöft mit ausreichenden Agrarflächen als ein konkretes Flächenmaß. In einer Beschreibung von Kärnten meint sein Autor Graf Rosenberg Ende des 18. Jahrhunderts Folgendes: „Eine Landhube soll nach alter Ausschlagung 16 1⁄3 Tagbau, dann einen Maad, so wie in einiger Weide, Holz und Ströb bestehen.“[22] Im Bayern des 17. Jahrhunderts und in Württemberg besteuerte man die Höfe eher nach dem so genannten „Hoffuß“, dessen Fläche aber variierte.
- In Westdeutschland blieb die Hube als legales Maß nur im fürstbischöflichen Fulda und im Großherzogtum Frankfurt bis ins neunzehnte Jahrhundert hinein präsent.
- In Südhessen war das Hubengut eine spezielle Form privaten Landbesitzes
- In Ostdeutschland sowie in den preußischen Ostgebieten des Deutschen Reiches hingegen blieb die Hufe bis zur Übernahme des metrischen Systems im Allgemeinen erhalten.

## Włóka und Łan, die polnische Hufe bzw. Lahn
Włóka, die masowische Hufe, leitet sich von dem Wort włóczyć ab, was ‚schleppen‘ oder ‚ziehen‘ bedeutet.
- Włóka reńska (‚rheinische Hufe‘) entspricht 7,6597 Hektar.
- Włóka chełmińska (‚Kulmer Hufe‘) entspricht 17,838 Hektar.

Das polnische Wort Łan geht wohl auf das deutsche Wort Lehen, Althochdeutsch lēhan, zurück.
Als Flächeneinheit ist im Deutschen der Begriff „Lahn“ belegt, seit etwa dem 13. Jahrhundert als Lehnwort im Polnischen.
Infolge der Teilungen Polens galten in Kleinpolen seit Ende des 18. Jahrhunderts österreichische Maße:
| Polnisch | Deutsch  | Ratio (Morgen) | Ar         |
| Łan      | Lahn     | 48             | 27,6223 ha |
| Morga    | Morgen   | 1              | 57,5464 ar |
| Miara    | Metze    | 1⁄3            | 19,1821 ar |
| Pręt2    | Rute2    | 1⁄400          | 14,3866 m² |
| Sążeń2   | Klafter2 | 1⁄1600         | 03,5967 m² |
| Stopa2   | Fuß2     | 1⁄1/57.600     | 00,0999 m² |

Das österreichische Joch, wurde aber mit Morga übersetzt.
Außerdem gab es eine polnische Łan zu 48 Morga.

## Oxgang oder Bovata, die englische Kleinhufe
Die englische Kleinhufe, der oxgang (auch: bovate), misst knapp über sechs Hektar. Sie versteht sich als diejenige Ackerfläche, die von einem Ochsengespann beim Pflügen im Lenz bewältigt werden kann.
Der Oxgang ist darüber hinaus ein Referenzfeld einer Breite von 660 englischen Fuß, also 40 englischen Ruten oder einem Furlong.

Die Länge dieses Referenzfeldes der Landvermesser beträgt 990 Fuß, also 60 englische Ruten oder genau 1 1⁄2 Furlong.

Daher misst die englische Kleinhufe ([660 × 0,3048] × [990 × 0,3048]) = 60.702,846 336 m², also etwas mehr als sechs Hektar.

### Englische Hufenvielfache
| Hufenname  | Englisch         | Anglo-Norm.       | Anglo-Lat. | Acres     | Rute²  | Hektar     | Ratio |
| Königshufe | hide, ploughland | charrue, charruée | Carucata   | 120 Acker | 19.200 | 48,5623 ha | 8     |
| Großhufe   | –                | –                 | –          | 060 Acker | 09600  | 24,2814 ha | 4     |
| Landhufe   | yardland         | vergée            | Virgata    | 030 Acker | 04800  | 12,1406 ha | 2     |
| Kleinhufe  | oxgang           | bovée             | Bovata     | 015 Acker | 02400  | 06,0703 ha | 1     |

|  |

Der fränkischen Königshufe zu 120 Fränkischen Acker gleich 47,9 Hektar entspricht die englische hide (auch ploughland, carucate genannt) zu 120 englischen Acres gleich 48,6 Hektar.

### Fünfzehn Acres gleich zwölf Heredia
Ein besonderes Augenmerk muss der englischen Kleinhufe, dem sogenannten Oxgang, gewidmet werden, da dieses normannische Referenzfeld die englischen Flächen- und Längenmaße direkt bezüglich der römischen Maße definiert.
Es kann jedoch als sicher gelten, dass diese Definition nicht eine originäre Leistung der normannischen Metrologen erst nach der Eroberung Englands war. Vielmehr handelte es sich hierbei nur um die konkrete und rechtskräftige Umsetzung eines Wissens, das schon seit mehreren Jahrhunderten verfügbar war. Bekanntlich ließen die Normannen Ende des elften, Anfang des 12. Jahrhunderts zum Aufbau des Landes nicht wenige Gelehrte und Verwaltungsfachleute sowohl aus dem kapetingischen Westreich als auch aus dem liudolfingischen Ostreich nach England kommen. Auf dem Kontinent aber muss diese metrologische Ableitung schon lange bekannt gewesen sein, da jene die Voraussetzung ist für die Entstehung sowohl des eigentlichen rheinischen Fußes, der ja auch karolingischer Fuß genannt wird, als auch des rheinischen Handelsfußes, des kölnischen Fußes. Beide stehen jeweils 36 : 35 beziehungsweise 33 : 35 zum später englisch genannten Fußmaß. Dass aber die englischen Maße von den römischen und nicht etwa von den rheinischen Maßen hergeleitet sind, geht aus der elfglatten Definition der englischen Ackerbreite zu 660 Fuß klar hervor.

Die zuerst etwas befremdlich erscheinende Wahl des Furlongs zu genau 660 Fuß erweist sich aber tatsächlich als wohl gewählt.
Der Grund für diese geflissentliche Einbringung des Primfaktors elf ist genau der gleiche wie der für die Einführung des Faktors sieben in die 14-Fuß-Feldmesserruten des HRR. In der Tat erlauben sowohl elfglatte als auch siebenglatte Ruten dank einer seit der Antike bekannten Approximation, der Diagonale eines Quadrates einen rationalen Wert zuzuweisen. Sicherlich schon lange bevor Theon von Smyrna diese Approximation √2 ≈ 99 ÷ 70 schriftlich vermerkte, wurde sie in der Praxis der Feldvermesser sehr häufig benutzt. Ihr relativer Irrtum liegt nur bei + 0,0051 %, also sehr weit unterhalb der in der Landvermessung notwendigen und praktisch erreichbaren Präzision.
Die Landvermesser machten sich diesen ihnen natürlich bekannten Näherungswert zu Nutze, um ein klares, rationales Verhältnis zwischen den neuen, später und bis heute englisch genannten Maßen und den alten römischen zu etablieren. Dazu bestimmten sie, dass 16 römische Arpent (actus quadrati), also auch acht römische Joch (iugera) oder vier römische Erbteile (heredia), zukünftig genau fünf später englischen Acker (acres) entsprechen solle, wobei das römische Arpent eine quadratische Feldfläche von zwölf römischen Zehn-Fuß-Ruten (perticae) Seitenlänge ist.
Gemäß dieser Definition gilt: Die Breite der englischen Kleinhufe, in der Grafik oben in rot, ist gleich der Diagonalen des römischen Referenzfeldes zu vier Heredia (sechzehn Arpent), oben in blau.
Die Pfluglänge der Furche, das heißt der Furlong, die Breite des englischen Referenzfeldes Oxgang, beträgt also (480 × 0,2963 m ÷ 70) × 99 = 201,168 Meter. Der Furlong beträgt bekanntlich 660 englische Fuß. Daher ist der englische Fuß 201,168 ÷ 660 = 0,3048 Meter.
Seither unterhalten der englische Fuß und der römische Fuß die Ratio 36 : 35.
Die bekannten englischen Längen- und Flächenmaße sind vor der Eroberung Englands durch die Normannen auf den Britischen Inseln nicht attestiert. Erst nach der Annahme des Oxgangs, also der englischen Kleinhufe, wurden sie in England dann verbindlich.

## Hofgrößen nach Fläche
Neben dem Hufner/Huber, der etwa eine volle Hufe bewirtschaftete, gibt es als Bezeichnung für die Größe, und damit den wirtschaftlichen Reichtum eines Gehöfts, folgende Bezeichnungen:
Dreiviertelhufe, Halbhufe, Viertelhufe, Achtelhufe
Diese finden sich auch als Bezeichnungen wie Halbbauer, in dem Sinne, dass der Hof nur mehr notdürftig zur Stillung des Lebensbedarfs reichte, und Zuarbeit notwendig war (Kleinbauern). Ein Viertel- oder Achtelhof war dann nur mehr eine Nebenerwerbslandwirtschaft, etwa von kleingewerbetreibenden Handwerkern oder Zuarbeitern (Frondienstler), regional auch Gärtner genannt.

## Sonstiges
Als Dotalhufe bezeichnet man die Vergabe einer Hufe im Rahmen einer Dotation insbesondere an die Kirche.